# Grootspantcoëfficiënt
De grootspantcoëfficiënt (CM of β) van een schip geeft de verhouding weer tussen het ondergedompelde deel van het grootspantoppervlakte (AM of {\displaystyle \oplus }) en de rechthoek gevormd door de breedte (B) en de diepgang (T).
{\displaystyle C_{M}={\frac {\oplus }{B\times T}}}
De volledige vorm van een schip ligt vast in het lijnenplan.